# Izland a 2004. évi nyári olimpiai játékokon
Izland a görögországi Athénban megrendezett 2004. évi nyári olimpiai játékok egyik részt vevő nemzete volt. Az országot az olimpián 5 sportágban 26 sportoló képviselte, akik érmet nem szereztek.

## Atlétika
Férfi
| Versenyző           | Versenyszám | 100 m | 100 m | Távolugrás | Távolugrás | Súlylökés | Súlylökés | Magasugrás       | Magasugrás       | 400 m            | 400 m            | 110 m gát        | 110 m gát        | Diszkoszvetés    | Diszkoszvetés    | Rúdugrás         | Rúdugrás         | Gerelyhajítás    | Gerelyhajítás    | 1500 m           | 1500 m           | Végeredmény   | Végeredmény   |
| Versenyző           | Versenyszám | Idő   | Pont  | Eredmény   | Pont       | Eredmény  | Pont      | Eredmény         | Pont             | Idő              | Pont             | Idő              | Pont             | Eredmény         | Pont             | Eredmény         | Pont             | Eredmény         | Pont             | Idő              | Pont             | Pont          | Helyezés      |
| ------------------- | ----------- | ----- | ----- | ---------- | ---------- | --------- | --------- | ---------------- | ---------------- | ---------------- | ---------------- | ---------------- | ---------------- | ---------------- | ---------------- | ---------------- | ---------------- | ---------------- | ---------------- | ---------------- | ---------------- | ------------- | ------------- |
| Jón Arnar Magnússon | Tízpróba    | 11,05 | 850   | 712 cm     | 842        | 14,98 m   | 788       | nem állt rajthoz | nem állt rajthoz | nem állt rajthoz | nem állt rajthoz | nem állt rajthoz | nem állt rajthoz | nem állt rajthoz | nem állt rajthoz | nem állt rajthoz | nem állt rajthoz | nem állt rajthoz | nem állt rajthoz | nem állt rajthoz | nem állt rajthoz | nem ért célba | nem ért célba |

Női
| Versenyző             | Versenyszám | Selejtező | Selejtező | Döntő    | Döntő    |
| Versenyző             | Versenyszám | Eredmény  | Helyezés  | Eredmény | Helyezés |
| --------------------- | ----------- | --------- | --------- | -------- | -------- |
| Þórey Edda Elísdóttir | Rúdugrás    | 440 cm    | 10.       | 455 cm   | 5.       |

## Kézilabda

### Férfi

#### Eredmények
Csoportkör
A csoport
| Csapat              | M | Gy | D | V | G+  | G–  | Gk  | P  |
| ------------------- | - | -- | - | - | --- | --- | --- | -- |
| Horvátország (CRO)  | 5 | 5  | 0 | 0 | 146 | 129 | +17 | 10 |
| Spanyolország (ESP) | 5 | 4  | 0 | 1 | 154 | 137 | +17 | 8  |
| Dél-Korea (KOR)     | 5 | 2  | 0 | 3 | 148 | 148 | 0   | 4  |
| Oroszország (RUS)   | 5 | 2  | 0 | 3 | 145 | 145 | 0   | 4  |
| Izland (ISL)        | 5 | 1  | 0 | 4 | 143 | 158 | –15 | 2  |
| Szlovénia (SLO)     | 5 | 1  | 0 | 4 | 130 | 149 | –19 | 2  |

| 2004. augusztus 14. 19:30 | Horvátország (CRO) | 34–30   | Izland (ISL) | Sports Pavillion, Athén Játékvezetők: Lemme, Ullrich (GER) |
| 2004. augusztus 14. 19:30 | Metličić 8         | (16–12) | Stefánsson 8 | Sports Pavillion, Athén Játékvezetők: Lemme, Ullrich (GER) |
| 2004. augusztus 14. 19:30 | 9× 3×              |         | 7× 3× 1×     | Sports Pavillion, Athén Játékvezetők: Lemme, Ullrich (GER) |

| 2004. augusztus 16. 14:30 | Izland (ISL) | 23–31   | Spanyolország (ESP)  | Sports Pavillion, Athén Játékvezetők: Bord, Buy (FRA) |
| 2004. augusztus 16. 14:30 | Stefánsson 6 | (12–13) | Dujsebajev, Romero 5 | Sports Pavillion, Athén Játékvezetők: Bord, Buy (FRA) |
| 2004. augusztus 16. 14:30 | 3× 2×        |         | 3× 3×                | Sports Pavillion, Athén Játékvezetők: Bord, Buy (FRA) |

| 2004. augusztus 18. 11:30 | Izland (ISL)    | 30–25   | Szlovénia (SLO) | Sports Pavillion, Athén Játékvezetők: Baum, Goralczyk (POL) |
| 2004. augusztus 18. 11:30 | G. Sigurðsson 7 | (10–10) | Rutenka 10      | Sports Pavillion, Athén Játékvezetők: Baum, Goralczyk (POL) |
| 2004. augusztus 18. 11:30 | 3× 3×           |         | 3× 3×           | Sports Pavillion, Athén Játékvezetők: Baum, Goralczyk (POL) |

| 2004. augusztus 20. 09:30 | Dél-Korea (KOR)  | 34–30   | Izland (ISL)  | Sports Pavillion, Athén Játékvezetők: Nachevski, Nachevski (MKD) |
| 2004. augusztus 20. 09:30 | Jun Gjongszin 12 | (16–13) | Stefánsson 10 | Sports Pavillion, Athén Játékvezetők: Nachevski, Nachevski (MKD) |
| 2004. augusztus 20. 09:30 | 4× 3×            |         | 3× 3× 1×      | Sports Pavillion, Athén Játékvezetők: Nachevski, Nachevski (MKD) |

| 2004. augusztus 22. 19:30 | Oroszország (RUS) | 34–30   | Izland (ISL)  | Sports Pavillion, Athén Játékvezetők: Bord, Buy (FRA) |
| 2004. augusztus 22. 19:30 | Rasztvorcev 10    | (17–11) | Stefánsson 10 | Sports Pavillion, Athén Játékvezetők: Bord, Buy (FRA) |
| 2004. augusztus 22. 19:30 | 5× 3×             |         | 2× 3×         | Sports Pavillion, Athén Játékvezetők: Bord, Buy (FRA) |

A 9. helyért
| 2004. augusztus 24. 11:30 | Brazília (BRA) | 25–29   | Izland (ISL) | Sports Pavillion, Athén Játékvezetők: Hassan, Aly (EGY) |
| 2004. augusztus 24. 11:30 | Tupan, Souza 6 | (11–13) | Sigurðsson 8 | Sports Pavillion, Athén Játékvezetők: Hassan, Aly (EGY) |
| 2004. augusztus 24. 11:30 | 5× 3× 1×       |         | 2× 4×        | Sports Pavillion, Athén Játékvezetők: Hassan, Aly (EGY) |

| Csapat       | Helyezés |
| ------------ | -------- |
| Izland (ISL) | 9.       |

## Torna
Férfi
| Versenyző           | Versenyszám      | Selejtező | Selejtező | Döntő    | Döntő    |
| Versenyző           | Versenyszám      | Pontszám  | Helyezés  | Pontszám | Helyezés |
| ------------------- | ---------------- | --------- | --------- | -------- | -------- |
| Rúnar Alexandersson | Talaj            | 8,700     | 74.       | kiesett  | kiesett  |
| Rúnar Alexandersson | Ugrás            | 8,887     |           | kiesett  | kiesett  |
| Rúnar Alexandersson | Korlát           | 9,312     | 51.       | kiesett  | kiesett  |
| Rúnar Alexandersson | Nyújtó           | 9,000     | 65.       | kiesett  | kiesett  |
| Rúnar Alexandersson | Gyűrű            | 9,162     | 59.       | kiesett  | kiesett  |
| Rúnar Alexandersson | Lólengés         | 9,737     | 6.        | 9,725    | 7.       |
| Rúnar Alexandersson | Egyéni összetett | 54,798    | 35.       | kiesett  | kiesett  |

## Úszás
Férfi
| Versenyző             | Versenyszám    | Előfutam | Előfutam | Előfutam | Elődöntő | Elődöntő | Elődöntő | Döntő   | Döntő    |
| Versenyző             | Versenyszám    | Idő      | Hely.    | Össz.    | Idő      | Hely.    | Össz.    | Idő     | Helyezés |
| --------------------- | -------------- | -------- | -------- | -------- | -------- | -------- | -------- | ------- | -------- |
| Örn Arnarson          | 50 m gyors     | 23,84    | 6.       | 54.      | kiesett  | kiesett  | kiesett  | kiesett | kiesett  |
| Jakov Sveinsson       | 100 m mell     | 1:02,97  | 1.       | 23.      | kiesett  | kiesett  | kiesett  | kiesett | kiesett  |
| Jakov Sveinsson       | 200 m mell     | 2:15,60  | 3.       | 21.      | kiesett  | kiesett  | kiesett  | kiesett | kiesett  |
| Hjörtur Már Reynisson | 100 m pillangó | 55,12    | 3.       | 42.      | kiesett  | kiesett  | kiesett  | kiesett | kiesett  |

Női
| Versenyző                  | Versenyszám    | Előfutam | Előfutam | Előfutam | Elődöntő | Elődöntő | Elődöntő | Döntő   | Döntő    |
| Versenyző                  | Versenyszám    | Idő      | Hely.    | Össz.    | Idő      | Hely.    | Össz.    | Idő     | Helyezés |
| -------------------------- | -------------- | -------- | -------- | -------- | -------- | -------- | -------- | ------- | -------- |
| Ragnheiður Ragnarsdóttir   | 50 m gyors     | 26,36    | 2.       | 31.      | kiesett  | kiesett  | kiesett  | kiesett | kiesett  |
| Ragnheiður Ragnarsdóttir   | 100 m gyors    | 58,47    | 8.       | 40.      | kiesett  | kiesett  | kiesett  | kiesett | kiesett  |
| Íris Edda Heimisdóttir     | 100 m mell     | 1:15,35  | 8.       | 40.      | kiesett  | kiesett  | kiesett  | kiesett | kiesett  |
| Kolbrún Yr Kristjánsdóttir | 100 m pillangó | 1:02,33  | 6.       | 31.      | kiesett  | kiesett  | kiesett  | kiesett | kiesett  |
| Lára Hrund Bjargardóttir   | 200 m vegyes   | 2:22,00  | 4.       | 27.      | kiesett  | kiesett  | kiesett  | kiesett | kiesett  |

## Vitorlázás
Nyílt
| Versenyző               | Versenyszám | Futam | Futam | Futam | Futam | Futam | Futam | Futam | Futam | Futam | Futam | Futam | Pontszám | Helyezés |
| Versenyző               | Versenyszám | 1     | 2     | 3     | 4     | 5     | 6     | 7     | 8     | 9     | 10    | 11    | Pontszám | Helyezés |
| ----------------------- | ----------- | ----- | ----- | ----- | ----- | ----- | ----- | ----- | ----- | ----- | ----- | ----- | -------- | -------- |
| Hafsteinn Ægir Geirsson | Laser       | 28    | 36    | 42    | 36    | 35    |       | 39    | 38    | 40    | 35    | 15    | 344      | 40.      |